# スウィンドン・タウンFC
スウィンドン・タウン・フットボール・クラブ（Swindon Town Football Club）は、イングランド、ウィルトシャー州スウィンドンを本拠地とするサッカークラブチームである。2022-23シーズンはEFLリーグ2（4部相当）に所属。

## 歴史
1879年に設立。1920-21シーズンにイングリッシュ・フットボールリーグに参入し、プロサッカークラブとなる。長らく3部リーグに所属し続けていたが、1962-63シーズンに3部リーグを2位で終え、初の2部昇格を果たす。その後3部へと降格するが、1968-69シーズンに3部を2位で終え、2部へと再昇格した。また、このシーズンは3部所属ながらEFLカップで優勝を果たしている。2023年時点でチームが唯一獲得した国内主要タイトルである。勢いそのままに昇格した翌1969-70シーズンは2部で5位と躍進した。
1973-74シーズンに3部降格したのち、1981-82シーズンにはクラブ初の4部降格を喫する。しかしその後、1985-86シーズンに4部を優勝し、3部へ復帰すると、その翌1986-87シーズンに3部を3位で終え、2年連続で昇格を果たした。そして1989-90シーズンには選手兼任監督のオズワルド・アルディレスの下で2部を4位で終え、1部昇格のPOへと進出した。プレーオフではサンダーランドAFCを破り、クラブ初の1部昇格を果たした。しかし給与面での不正が発覚し、一転3部降格を命じられた。のちに2部降格(昇格が取り消された扱いなので実質2部残留)に制裁は緩和されたが、クラブ史上初の1部昇格はお預けとなった。1部へはPO決勝を戦ったサンダーランドが代わりに昇格した。
1992-93シーズンに選手兼任監督のグレン・ホドルの下で2部を5位で終え、POに進出。PO決勝でレスター・シティFCを破り、初の1部リーグ昇格を果たした。このシーズンからプレミアリーグが開始された為、翌1993-94シーズンはプレミアリーグを戦うことになった。しかし22位に終わり、わずか1年で降格した。以降プレミアリーグへの復帰は果たせていない。

## 名称変更
- 1879-1880 スウィンドンFC
- 1880-1883 スウィンドン・スパルタンズFC
- 1883-現在 スウィンドン・タウンFC

## タイトル

### 国内タイトル
- EFLリーグ2:1回

2019-2020
- ウェスタンリーグ:1回

1899
- サウザンリーグ:2回

1910-1911, 1913-1914
- フットボールリーグ・フォースディヴィジョン:1回

1986
- フットボールリーグ・ディヴィジョン2:1回

1996
- ウィルトシャーカップ:6回

1887,1888,1889,1890,1891,1892
- Dubonnet Cup:1回

1910
- ミルクカップ・ジュニアセクション:1回

2006
- ミルクカップ・B.T. Northern Ireland Trophy:1回

2007
- リーグカップ:1回

1969

### 国際タイトル
- アングロ＝イタリアンリーグカップ:1回

1969
- アングロ＝イタリアンカップ:1回

1970

## 過去の成績
| シーズン | ディビジョン        | ディビジョン | ディビジョン | ディビジョン | ディビジョン | ディビジョン | ディビジョン | ディビジョン | ディビジョン | FAカップ  | EFLカップ | 欧州カップ / その他                               | 欧州カップ / その他                | 最多得点者                             | 最多得点者 |
| シーズン | リーグ              | 試           | 勝           | 分           | 敗           | 得           | 失           | 点           | 順位         | FAカップ  | EFLカップ | 欧州カップ / その他                               | 欧州カップ / その他                | 選手                                   | 得点       |
| -------- | ------------------- | ------------ | ------------ | ------------ | ------------ | ------------ | ------------ | ------------ | ------------ | --------- | --------- | ------------------------------------------------- | ---------------------------------- | -------------------------------------- | ---------- |
| 2004-05  | フットボールリーグ1 | 46           | 17           | 12           | 17           | 66           | 68           | 63           | 12位         | 2回戦敗退 | 2回戦敗退 | フットボールリーグトロフィー                      | 南セクション 準決勝敗退            | Sam Parkin                             | 24         |
| 2005-06  | フットボールリーグ1 | 46           | 11           | 15           | 20           | 46           | 65           | 48           | 23位         | 1回戦敗退 | 1回戦敗退 | フットボールリーグトロフィー                      | 南セクション 2回戦敗退             | Rory Fallon                            | 14         |
| 2006-07  | フットボールリーグ2 | 46           | 25           | 10           | 11           | 58           | 38           | 85           | 3位          | 3回戦敗退 | 1回戦敗退 | フットボールリーグトロフィー                      | 南西セクション 1回戦敗退           | Christian Roberts                      | 13         |
| 2007-08  | フットボールリーグ1 | 46           | 16           | 13           | 17           | 63           | 56           | 61           | 13位         | 3回戦敗退 | 1回戦敗退 | フットボールリーグトロフィー                      | 南西セクション 2回戦敗退           | Simon Cox                              | 16         |
| 2008-09  | フットボールリーグ1 | 46           | 12           | 17           | 17           | 68           | 71           | 53           | 15位         | 1回戦敗退 | 1回戦敗退 | フットボールリーグトロフィー                      | 南セクション 準々決勝敗退          | Simon Cox                              | 32         |
| 2009-10  | フットボールリーグ1 | 46           | 22           | 16           | 8            | 73           | 57           | 82           | 5位          | 2回戦敗退 | 3回戦敗退 | フットボールリーグトロフィーリーグ1プレーオフ2010 | 南セクション 準々決勝敗退準優勝    | Billy Paynter                          | 29         |
| 2010-11  | フットボールリーグ1 | 46           | 9            | 14           | 23           | 50           | 72           | 41           | 24位         | 2回戦敗退 | 1回戦敗退 | フットボールリーグトロフィー                      | 南セクション 準々決勝敗退          | Charlie Austin                         | 17         |
| 2011-12  | フットボールリーグ2 | 46           | 29           | 6            | 11           | 75           | 32           | 93           | 1位          | 4回戦敗退 | 2回戦敗退 | フットボールリーグトロフィー                      | 準優勝                             | Alan ConnellPaul Benson                | 12         |
| 2012-13  | フットボールリーグ1 | 46           | 20           | 14           | 12           | 72           | 39           | 74           | 6位          | 1回戦敗退 | 4回戦敗退 | フットボールリーグトロフィーリーグ1プレーオフ2013 | 南西セクション 1回戦敗退準決勝敗退 | James Collins                          | 18         |
| 2013-14  | フットボールリーグ1 | 46           | 19           | 9            | 18           | 63           | 59           | 66           | 8位          | 1回戦敗退 | 3回戦敗退 | フットボールリーグトロフィー                      | 南セクション 準優勝                | Nile RangerMichael SmithDany N'Guessan | 8          |
| 2014-15  | フットボールリーグ1 | 46           | 23           | 10           | 13           | 76           | 57           | 79           | 4位          | 1回戦敗退 | 2回戦敗退 | フットボールリーグトロフィーリーグ1プレーオフ2015 | 南西セクション 2回戦敗退準優勝     | アンディー・ウィリアムズ               | 22         |
| 2015-16  | フットボールリーグ1 | 46           | 16           | 11           | 19           | 64           | 71           | 59           | 15位         | 1回戦敗退 | 1回戦敗退 | フットボールリーグトロフィー                      | 南西セクション 2回戦敗退           | ニッキー・アホセ                       | 25         |
| 2016-17  | EFLリーグ1          | 46           | 11           | 11           | 24           | 44           | 66           | 44           | 22位         | 1回戦敗退 | 1回戦敗退 | EFLトロフィー                                     | 2回戦敗退                          | ジョナサン・オビカルーク・ノリス       | 6          |
| 2017-18  | EFLリーグ2          | 46           | 20           | 8            | 18           | 67           | 65           | 68           | 9位          | 2回戦敗退 | 1回戦敗退 | EFLトロフィー                                     | 2回戦敗退                          | ルーク・ノリス                         | 14         |
| 2018-19  | EFLリーグ2          | 46           | 16           | 16           | 14           | 59           | 56           | 64           | 13位         | 2回戦敗退 | 1回戦敗退 | EFLトロフィー                                     | GS敗退                             | マイケル・ダウティー                   | 14         |
| 2019-20  | EFLリーグ2          | 36           | 21           | 6            | 9            | 62           | 39           | 69           | 1位          | 1回戦敗退 | 1回戦敗退 | EFLトロフィー                                     | GS敗退                             | オーエン・ドイル                       | 25         |
| 2020-21  | EFLリーグ1          | 46           | 13           | 4            | 29           | 55           | 89           | 43           | 23位         | 1回戦敗退 | 1回戦敗退 | EFLトロフィー                                     | GS敗退                             | ブレット・ピットマン                   | 12         |
| 2021-22  | EFLリーグ2          | 46           | 22           | 11           | 13           | 77           | 54           | 77           | 6位          | 3回戦敗退 | 1回戦敗退 | EFLトロフィーリーグ2プレーオフ2022                | 2回戦敗退準決勝敗退                | ハリー・マッカーディー                 | 21         |
| 2022-23  | EFLリーグ2          | 46           |              |              |              |              |              |              | 位           |           |           | EFLトロフィー                                     |                                    |                                        |            |

## 歴代監督
- オズワルド・アルディレス 1989-1991
- グレン・ホドル 1991-1993
- デニス・ワイズ 2006
- ポール・ハート 2011
- パオロ・ディ・カーニオ 2011-2013
- ケヴィン・マクドナルド 2013
- マーク・クーパー 2013-2015
- リー・パワー 2015
- マーティン・リング 2015
- ルーク・ウィリアムズ 2015-2017
- デイビット・フリッツクロフト 2017-2018
- マシュー・テイラー 2018
- フィル・ブラウン 2018
- リッチー・ウェレンス 2018-

## 歴代所属選手
- ハーバート・チャップマン 1899
- コリン・カルダーウッド 1985-1993
- オズワルド・アルディレス 1989-1991
- ネストル・ガブリエル・ロレンソ 1990-1992
- グレン・ホドル 1991-1993
- シェイ・ギヴン 1994, 1996]
- マイケル・キャリック 1999
- ディーン・マーニー 2002-2003
- ジョン・サットン 2002
- ジョニー・ジャクソン 2002
- ジェイムズ・ミルナー 2003
- マーク・イェイツ 2004
- ジェイミー・スラッバー 2005
- アムール・ブアッザ 2005-2006
- ポール・インス 2006
- グスタボ・ポジェ 2006
- ベン・ハッチンソン 2009-2010
- チャーリー・オースティン 2009-2011
- ポール・カディス 2010-2013
- ジョナサン・オビカ 2011, 2014-2017
- トロイ・アーチボルド・ヘンヴィル 2012-2014
- ジョン・ボストック 2012-2013
- ヤセル・カシム 2013-2017
- ネイサン・バーン 2013-2015
- ディーン・パレット 2013
- アレックス・プリチャード 2013-2014
- グラント・ホール 2013-2014
- ライアン・メイソン 2013-2014
- ケビン・スチュワート 2015-2016
- ローレンス・ビグルー 2015-2016, 2016-